# Chi Kiều hùng
Chi Kiều hùng (danh pháp khoa học: Calliandra) là một chi thực vật có hoa trong phân họ Trinh nữ, họ Đậu. Ý nghĩa tên khoa học chi này Calliandra có nguồn gốc từ tiếng Hy Lap kalli = "đẹp" và Andros = "nam" (đề cập đến nhị hoa của nó có nhiều màu đẹp). Danh giới các loài của chi này chưa rõ dàng, có nhiều quan điểm hiểu rằng chi này có khoảng 150-200 loài, song có nhiều quan điểm lại tách các loài không có nguồn gốc thuộc châu Mỹ ra là một chi riêng Zapoteca và cho rằng chi Calliandra này chỉ gồm khoảng 140 loài có nguồn gốc từ vùng nhiệt đới và cận nhiệt đới châu Mỹ. Các loài trong chi Kiều hùng chủ yếu là dạng thân bụi hoặc gỗ nhỏ thường xanh cao từ 0,5-6m. Lá kép lông chim 2 lần chẵn có 1 cặp lá thứ cấp. Hoa tự đầu trạng hình cầu có nhiều nhị dài vươn ra. Kiều hùng có thể trổ hoa quanh năm nhưng nhiều nhất vẫn là mùa xuân - hạ.

## Một số loài tiêu biểu
| - Calliandra bella Benth. - Calliandra biflora Tharp - Calliandra brevipes Benth. - Calliandra californica Benth. - Calliandra chilensis Benth. - Calliandra conferta Benth. - Calliandra cruegeri Griseb. - Calliandra dysantha Benth. - Calliandra emarginata - Calliandra eriophylla Benth. - Calliandra erubescens Renvoize - Calliandra foliolosa Benth. - Calliandra grandiflora (L'Hér.) Benth. - Calliandra guildingii Benth. - Calliandra haematocephala Hassk. - Calliandra haematomma (Bertero ex DC.) Benth. - Calliandra harrisii Benth. | - Calliandra houstoniana (Mill.) Standl. - Calliandra humilis Benth. - Calliandra inaequilatera Rusby - Calliandra juzepczukii Standl. - Calliandra laxa (Willd.) Benth. - Calliandra macrocalyx Harms - Calliandra macrocephala Benth. - Calliandra parviflora Benth. - Calliandra parvifolia (Hook. & Arn.) Speg. - Calliandra peninsularis Rose - Calliandra physocalyx H.M.Hern. & M.Sousa - Calliandra purpurea (L.) Benth. - Calliandra riparia Pittier - Calliandra surinamensis Benth. - Calliandra tergemina (L.) Benth. - Calliandra tweediei Benth. |

### Một số loài đã được tách khỏi chi
- Havardia pallens (Benth.) Britton & Rose (as C. pallens Benth.)
- Zapoteca caracasana (Jacq.) H.M.Hern. (as C. caracasana (Jacq.) Benth.)
- Zapoteca formosa subsp. formosa (as C. formosa (Kunth) Benth. and C. marginata Griseb. ex R.O.Williams)
- Zapoteca formosa subsp. schottii (Torr. & S.Watson) H.M.Hern. (as C. schottii Torr. & S.Watson)
- Zapoteca portoricensis (Jacq.) H.M.Hern. (as C. portoricensis (Jacq.) Benth.)
- Zapoteca tetragona (Willd.) H.M.Hern. (as C. tetragona (Willd.) Benth.)[2]

## Hình ảnh

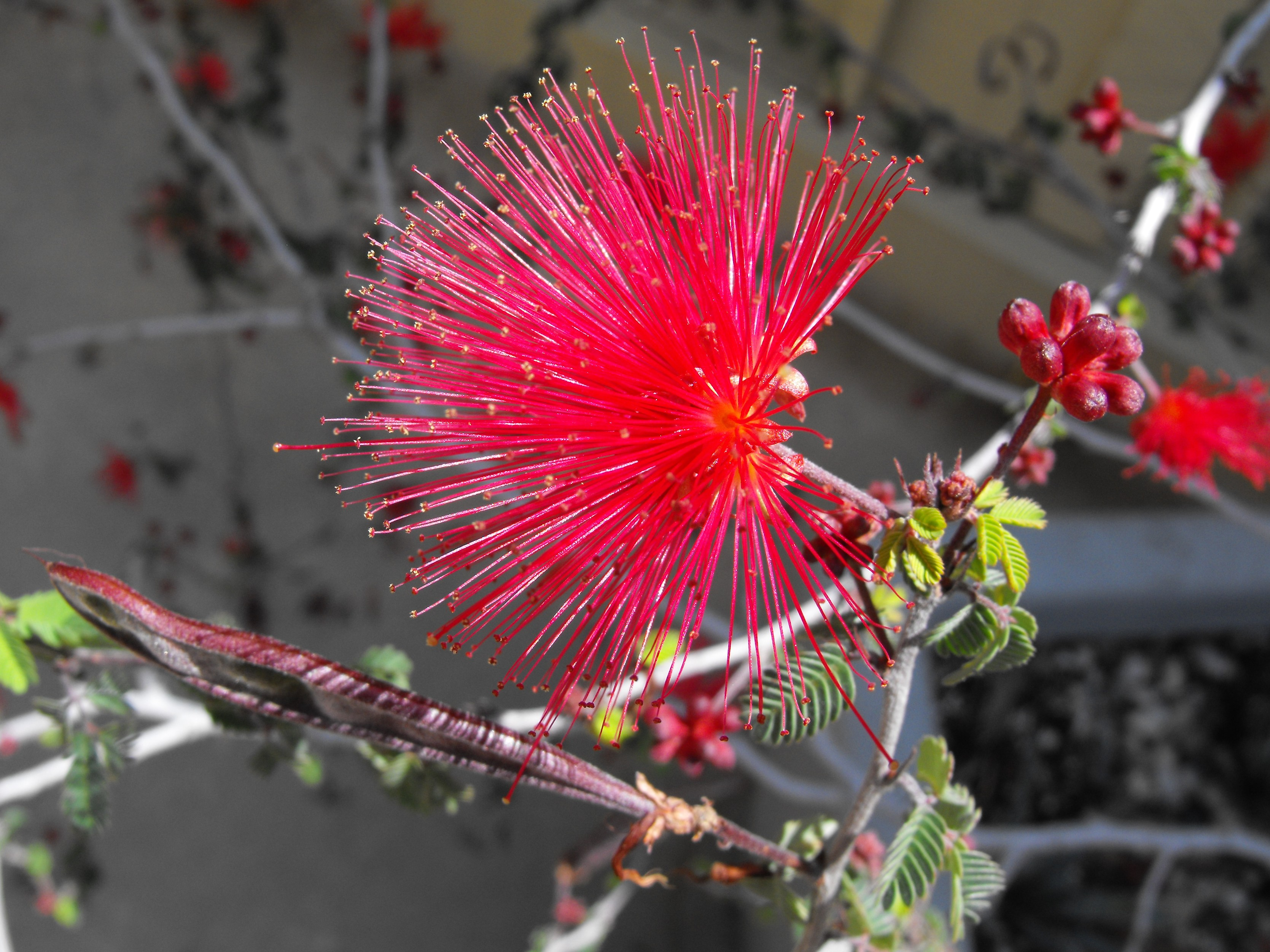
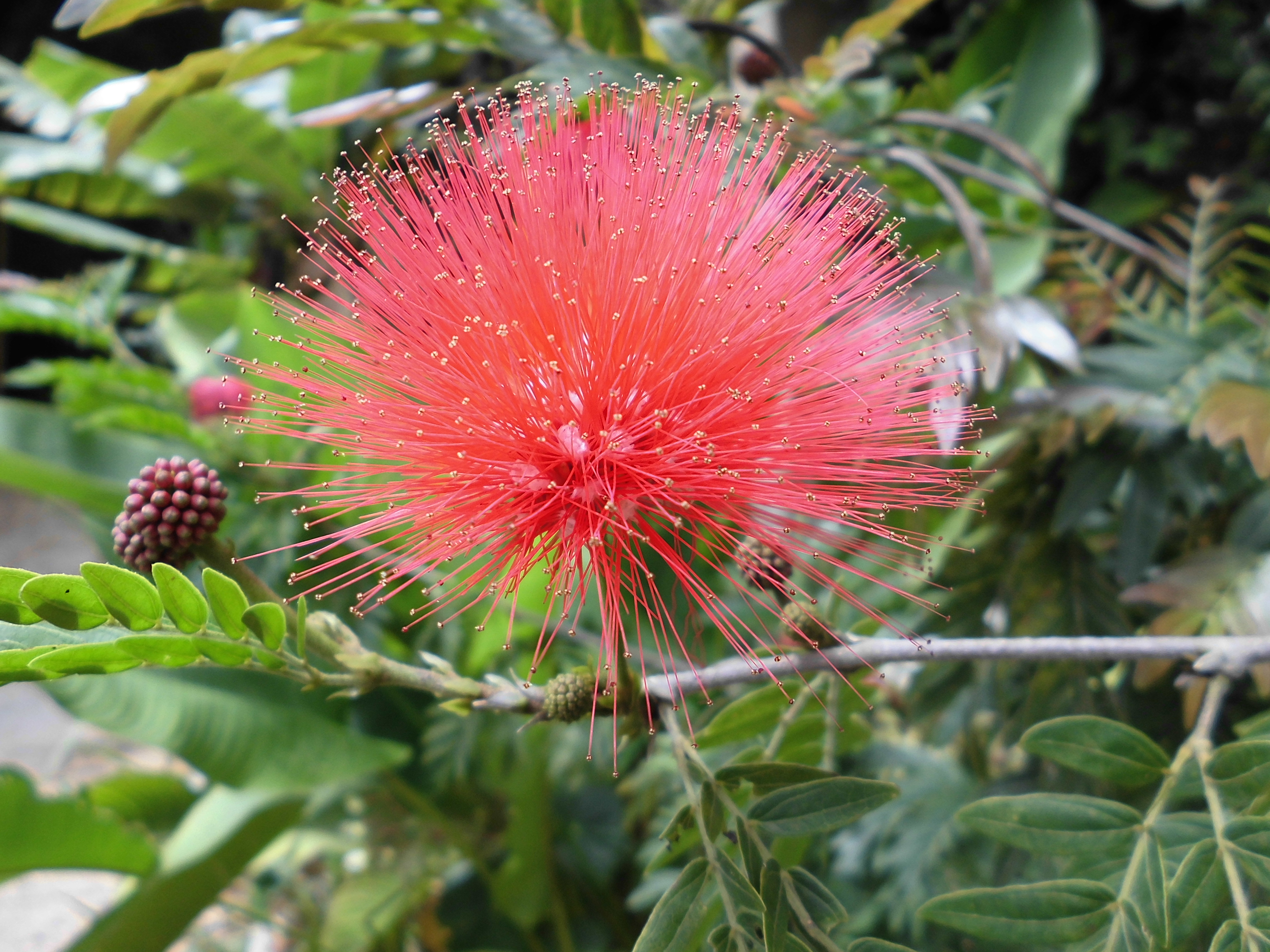
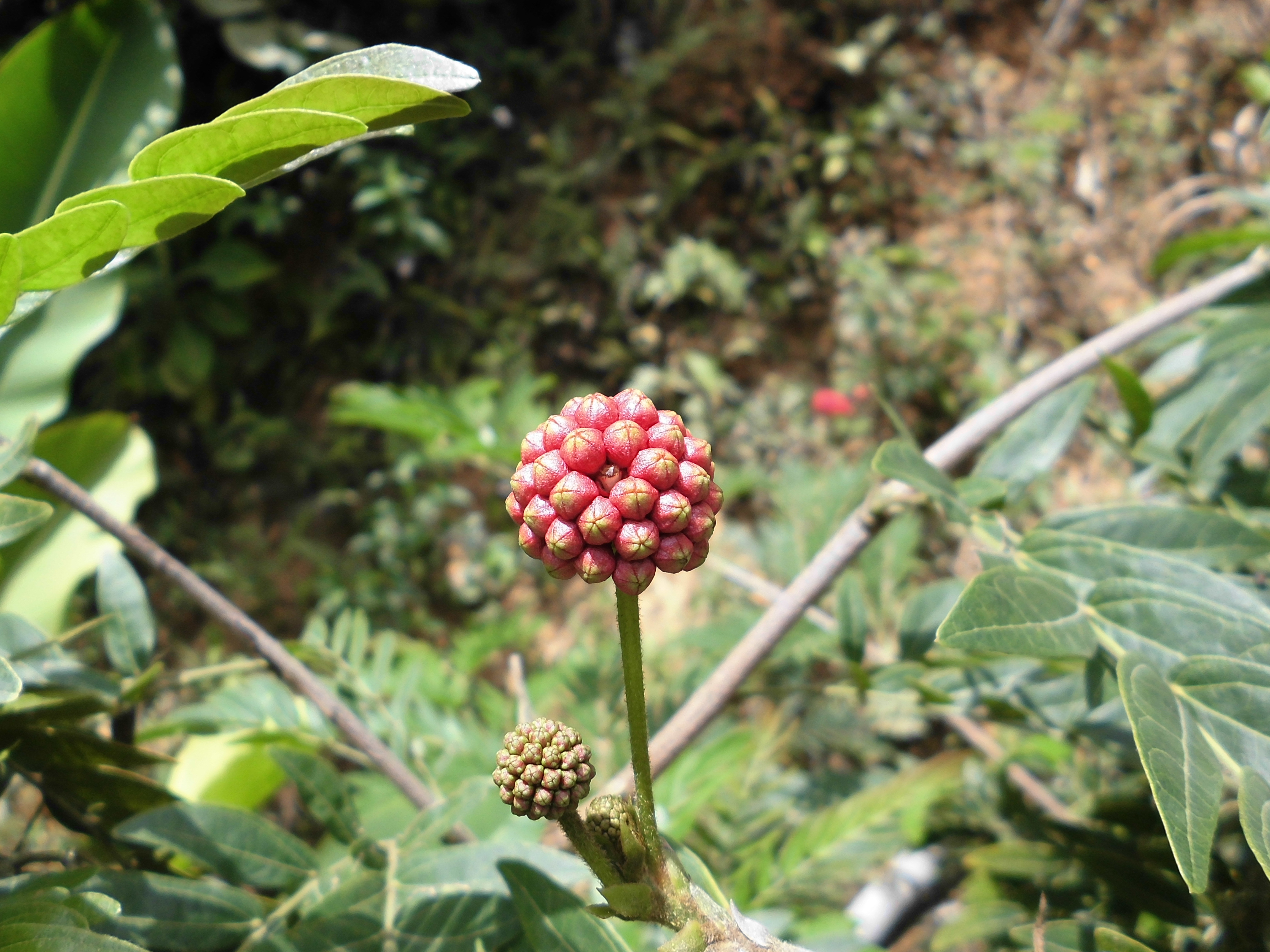